# قرار مجلس الأمن التابع للأمم المتحدة رقم 652
قرار مجلس الأمن التابع للأمم المتحدة 652، الذي تم اعتماده بالإجماع في 17 أبريل 1990 ، بعد دراسة طلب جمهورية ناميبيا للانضمام إلى عضوية الأمم المتحدة ، أوصى المجلس الجمعية العامة بقبول ناميبيا.
وأصبحت ناميبيا العضو الـ160 في الأمم المتحدة في 23 أبريل 1990 ، بعد أن أصبحت مستعمرة ألمانية وحكمتها جنوب أفريقيا في إطار ولايتها لجنوب غرب أفريقيا لمدة 75 عاما. وقال السفير الأمريكي توماس آر بيكرينغ عن اعتماد القرار: «إن ميلاد ناميبيا كان مطولا وصعبا ، ولكن يبدو الآن أن النجم الذي تأتي في ظله إلى العالم يضيء بشكل ساطع».

## وصلات خارجية
- Text of the Resolution at undocs.org